# أولاد اغزيل 1 (أولاد غزبيل)
أولاد اغزيل 1 هي إحدى مشيخات المملكة المغربية، تتبع جغرافيا لإقليم جرادة وإداريًا لأولاد غزبيل. يقدر عدد سكانها بـ 3088 نسمة حسب الإحصاء الرسمي للسكان والسكنى لسنة 2004.